# Johann Leonhard Raab

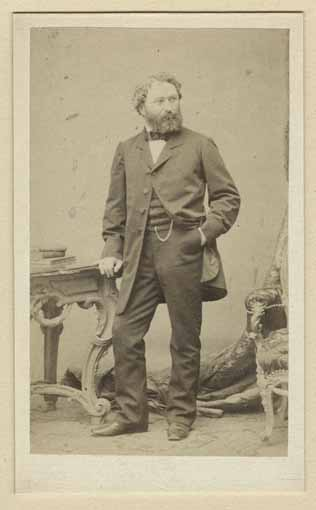
Johann Leonhard Raab.

Johann Leonhard Raab, född den 29 mars 1825 i Schwaningen, död den 2 april 1899 i München, var en tysk kopparstickare. Han var far till Doris Raab, som följde i hans fotspår.
Raab studerade i Nürnberg och i München, där han 1869-1895 var professor vid akademien. Han utförde goda stick i linjemaner efter Rafael (Madonna Tempi anses vara hans främsta blad), van Dyck och samtida tyska målare. 